# Mixaderus alluaudi
Mixaderus alluaudi là một loài bọ cánh cứng trong họ Aderidae. Loài này được Pic miêu tả khoa học năm 1898.